# نادژیا اوستاپچوک
نادژیا اوستاپچوک (بلاروسی: Надзея Мікалаеўна Астапчук؛ زادهٔ ۲۸ اکتبر ۱۹۸۰) پرتابگر وزنه اهل بلاروس است.